# Gauliga Ostpreußen 1940/41
Die Gauliga Ostpreußen 1940/41 (offiziell Bereichsklasse Ostpreußen 1940/41) war die achte Spielzeit der Gauliga Ostpreußen des Fachamtes Fußball. Der VfB Königsberg sicherte sich mit drei Punkten Vorsprung vor Aufsteiger SV Preußen Mielau die Gaumeisterschaft, welche im Rundenturnier ausgetragen wurde, und qualifizierte sich somit für die deutsche Fußballmeisterschaft 1940/41. Bei dieser erreichte Königsberg in Gruppe 2a gegen den Hamburger SV und den 1. SV Jena den dritten Platz, welcher nicht zum Weiterkommen reichte.
Der SV Rasensport-Preußen Königsberg wurde im Januar 1941 wegen Nichterfüllung des Spielplanes aus der Tabelle gestrichen und die bisherigen Ergebnisse annulliert. Weiterer Absteiger war der Freya-VfR Memel, der zusätzlich wegen der hohen Fahrtkosten auf die Austragung seiner letzten zwei Auswärtsspiele verzichtete.

## Kreuztabelle
| 1940/41                          | VfB Königsberg | SV Preußen Mielau |     | SV Prussia-Samland Königsberg | Reichsbahn SG Königsberg | SV Insterburg | Freya-VfR Memel | SV Rasensport-Preußen Königsberg |
| -------------------------------- | -------------- | ----------------- | --- | ----------------------------- | ------------------------ | ------------- | --------------- | -------------------------------- |
| VfB Königsberg                   |                | 2:1               | 4:1 | 1:0                           | 4:1                      | 11:0          | 9:0             |                                  |
| SV Preußen Mielau                | 0:2            |                   | 2:1 | 6:2                           | 3:1                      | 4:0           | 14:0            |                                  |
| LSV Richthofen Neukuhren         | 2:2            | 1:1               |     | 2:1                           | 6:2                      | 7:0           | 15:0            | 12:2                             |
| SV Prussia-Samland Königsberg    | 2:2            | 1:5               | 1:5 |                               | 4:3                      | 3:2           | +0:0 a          |                                  |
| Reichsbahn SG Königsberg         | 0:3            | 0:2               | 0:2 | 2:3                           |                          | 4:2           | +0:0 b          | 3:2                              |
| SV Insterburg                    | 0:2            | 2:10              | 0:5 | 0:2                           | 0:3                      |               | 6:1             | 2:3                              |
| Freya-VfR Memel                  | 0:7            | 0:0+ c            | 2:4 | 1:2                           | 1:3                      | 1:3           |                 |                                  |
| SV Rasensport-Preußen Königsberg | 1:6            | 1:8               |     |                               | 1:7                      |               | 5:2             |                                  |

## Abschlusstabelle
| Pl. | Verein                                 | Sp. | S  | U | N  | Tore    | Quote | Punkte |
| --- | -------------------------------------- | --- | -- | - | -- | ------- | ----- | ------ |
| 1.  | VfB Königsberg (M)                     | 12  | 10 | 2 | 0  | 049:700 | 7,00  | 22:20  |
| 2.  | SV Preußen Mielau (N)                  | 12  | 9  | 1 | 2  | 048:120 | 4,00  | 19:50  |
| 3.  | LSV Richthofen Neukuhren (N)           | 12  | 8  | 2 | 2  | 051:150 | 3,40  | 18:60  |
| 4.  | SV Prussia-Samland Königsberg          | 12  | 6  | 1 | 5  | 021:290 | 0,72  | 13:11  |
| 5.  | Reichsbahn SG Königsberg               | 12  | 4  | 0 | 8  | 019:300 | 0,63  | 08:16  |
| 6.  | SV 05 Insterburg (N)                   | 12  | 2  | 0 | 10 | 015:530 | 0,28  | 04:20  |
| 7.  | VfB Freya Memel (N)                    | 12  | 0  | 0 | 12 | 006:630 | 0,10  | 0:24   |
| 8.  | SV Rasensport-Preußen Königsberg d (N) | 0   | 0  | 0 | 0  | 000:000 | 1,00  | 0:0    |

| (M) | Titelverteidiger              |
| (N) | Aufsteiger aus den 1. Klassen |

## Aufstiegsrunde
Ursprünglich stiegen die beiden bestplatzierten Vereine der Aufstiegsrunde in die kommende Gauliga auf. Durch den Rückzug des LSV Richthofen Neukuhren vor Beginn der kommenden Spielzeit durfte auch der SC Preußen Insterburg in die Gauliga aufsteigen.
| Pl. | Verein                                                      | Sp. | S | U | N | Tore    | Quote | Punkte |
| --- | ----------------------------------------------------------- | --- | - | - | - | ------- | ----- | ------ |
| 1.  | LSV Heiligenbeil (Sieger 1. Klasse Bezirk 1 Königsberg)     | 4   | 3 | 1 | 0 | 027:300 | 9,00  | 07:10  |
| 2.  | VfB Osterode (Sieger 1. Klasse Bezirk 5 Allenstein)         | 4   | 1 | 1 | 2 | 006:900 | 0,67  | 03:50  |
| 3.  | SC Preußen Insterburg (Sieger 1. Klasse Bezirk 3 Gumbinnen) | 4   | 1 | 0 | 3 | 005:260 | 0,19  | 02:60  |
| 4.  | Polizei-SV Tilsit e (Sieger 1. Klasse Bezirk 2 Tilsit)      | 0   | 0 | 0 | 0 | 000:000 | 1,00  | 0:0    |